# Alarcos
Pour le linguiste espagnol, voir Emilio Alarcos Llorach.
Ne doit pas être confondu avec Bataille d'Alarcos.
Alarcos est un lieu d'Espagne dans la Nouvelle-Castille, près de Calatrava, resté célèbre par la bataille du même nom où Alphonse VIII, roi de Castille, fut défait, en 1195, par le calife almohade Abu Yusuf Yacub Al Mansour (Yusuf II).